# Dent Favre
La dent Favre est un sommet des Alpes vaudoises culminant à 2 916 mètres d'altitude et se trouvant sur la frontière entre le canton de Vaud et le canton du Valais. Elle est située entre les dents de Morcles et le Petit Muveran sur l'arête délimitant le versant nord des Alpes et les Alpes internes valaisannes au sud. La dent domine le vallon de Nant au nord et la station d'Ovronnaz au sud-est.

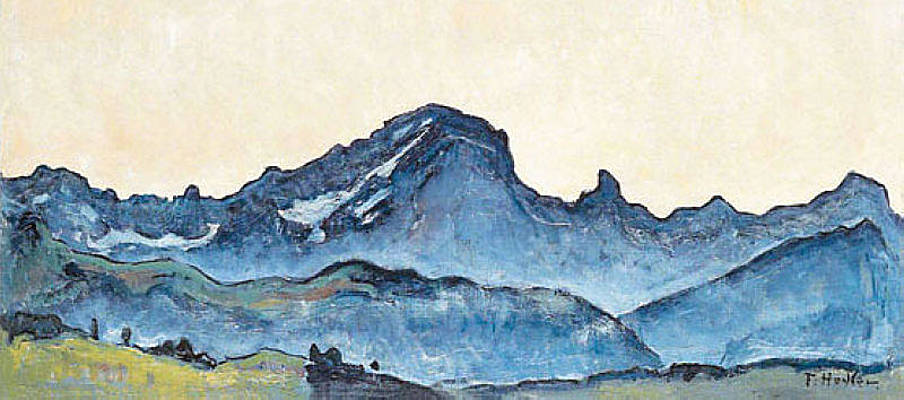
Grand Muveran par Ferdinand Hodler (1912), représentant la Dent Favre complètement à droite du tableau.

La dent Favre figure notamment tout à droite des Muverans dans une peinture de Ferdinand Hodler intitulée Grand Muveran datant de 1912 et vendue pour un peu plus d'un million et demi de francs suisses en 2003.

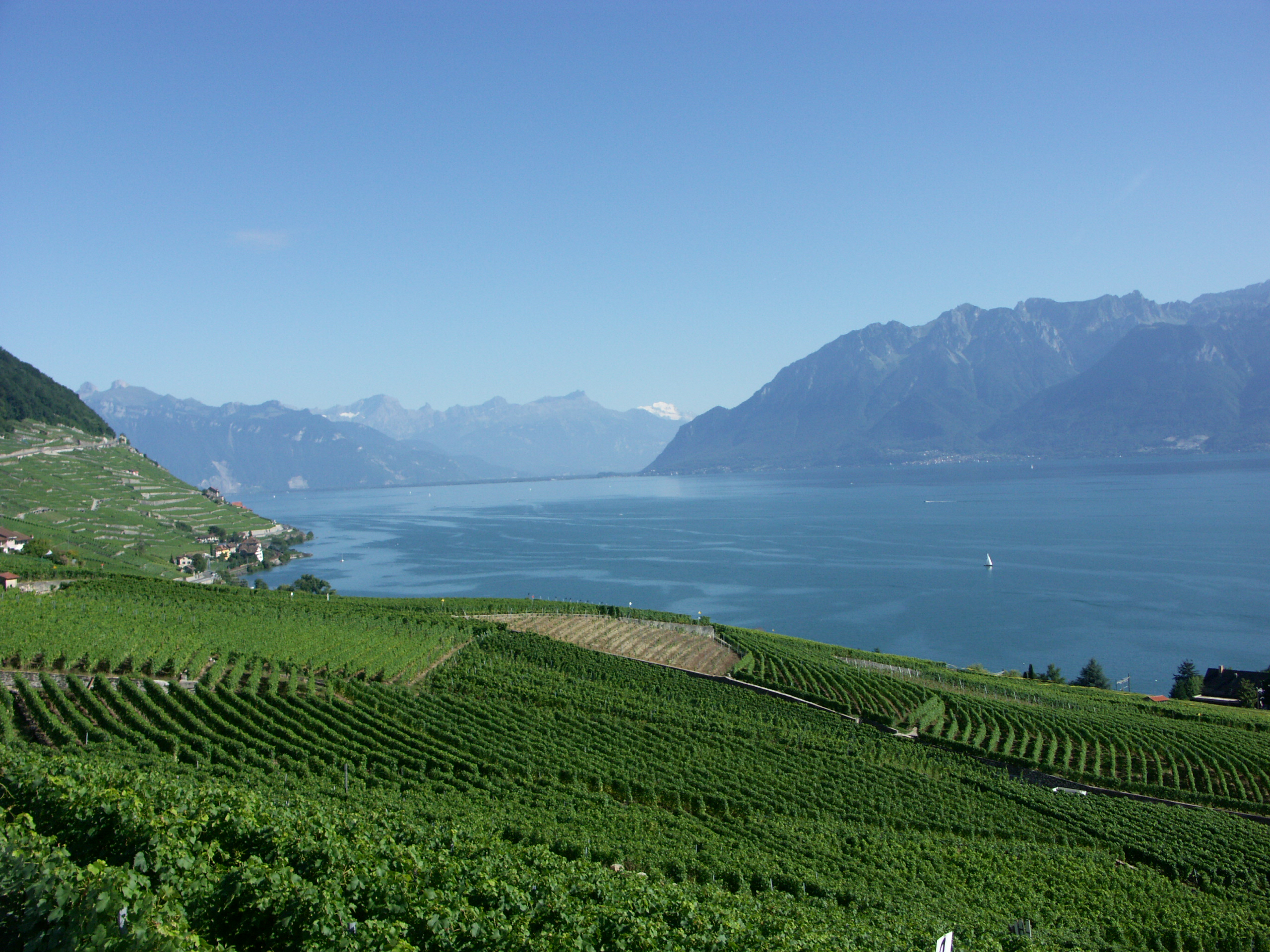
Les terrasses de Lavaux, le Léman et au dernier plan, quatrième sommet depuis la gauche, la Dent Favre.